# Pumpspeicherwerk Glems
Das Pumpspeicherwerk Glems, südlich von Metzingen bei Glems, wurde in den Jahren 1962 bis 1964 durch die damaligen Technischen Werke der Stadt Stuttgart erbaut. Ab 1997 gehörte es den Neckarwerken Stuttgart, inzwischen – seit Oktober 2003 – der EnBW Kraftwerke AG. Das Pumpspeicherwerk verfügt über eine Leistung von 90 MW, die aus zwei Francis-Turbinen à 45 MW gewonnen werden. Es ist über eine zweikreisige 110-kV-Drehstromleitung an das Hochspannungsnetz des Verteilnetzbetreibers Netze BW über die Schaltanlage Metzingen angebunden.

## Beschreibung
Das Kraftwerk besteht aus einem Unterbecken mit Krafthaus und einem 283 m (mittlere Fallhöhe) höher gelegenen Oberbecken. Diese beiden Becken sind über eine 1415 m lange Triebwasserleitung mit einem Durchmesser von 3 m verbunden. Das Unterbecken hat ein Fassungsvermögen von 1,2 Mio. m³, wovon 810.000 m³ Nutzinhalt sind. Das Oberbecken hat einen Speicherraum von 900.000 m³, die zur Stromerzeugung zur Verfügung stehen. Mit dem Inhalt des Oberbeckens kann die Turbine für 6,5 Stunden mit einer Leistung von 90 MW betrieben werden. Der Energieinhalt – in elektrischen Strom umgerechnet – ist 560 MWh. Die erforderliche Dauer, um den Nutzinhalt ins Oberbecken zu pumpen, beträgt 11 Stunden. Die Pumpleistung ist etwas niedriger als die Turbinenleistung; sie beträgt 2 × 34 MW = 68 MW.
Dieses Pumpspeicherwerk hat die Besonderheit, dass es auch im Pumpbetrieb wertvolle Regelleistung erzeugen kann, nach dem Prinzip des Hydraulischen Kurzschlusses. Dabei wird ein Teil der Pumpwassermenge direkt auf die Turbinen geleitet. Hierfür musste die Steuerung der Turbinen und Pumpen 2001 umgebaut werden. Der Wirkungsgrad ist in dieser Betriebsweise zwar geringer, dafür kann mit kurzer Umschaltzeit zwischen Netto-Stromentnahme und -abgabe gewechselt werden – wichtig für die Netzregelung.
Das Oberbecken hat einen Ringdamm von bis zu 19,5 m Höhe. Es ist innen, sowohl an der Böschung wie an der Beckensohle, mit Asphalt abgedichtet. Das Unterbecken, die Tiefenbachtalsperre, hat einen 26 m hohen Staudamm aus Erdmaterial. Die Dammkrone liegt auf 459,70 m über NN. Der Tiefenbach, der das Unterbecken durchfließt, mündet in den Glemsbach und mit diesem in die Erms.

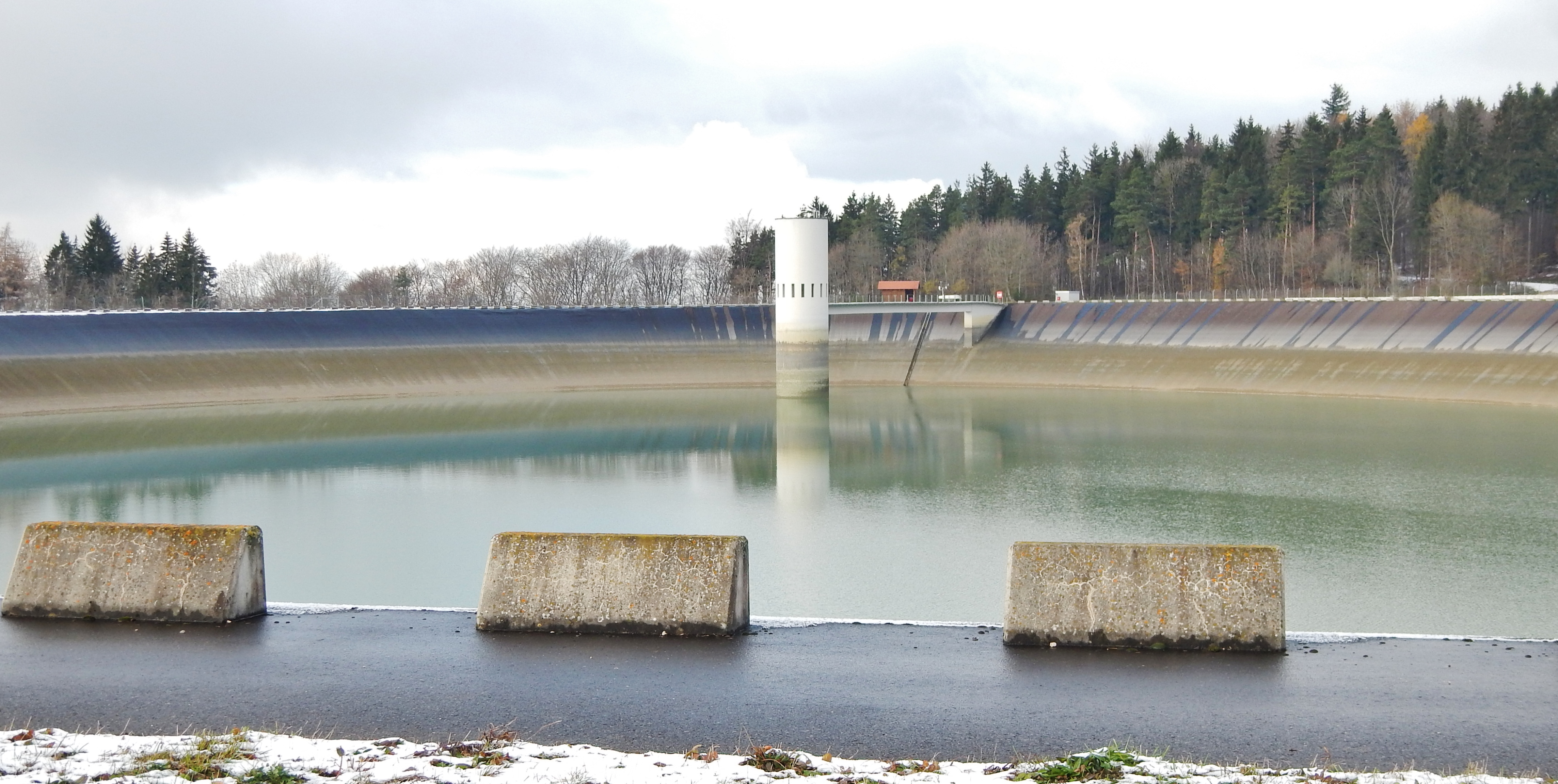
Oberes Speicherbecken
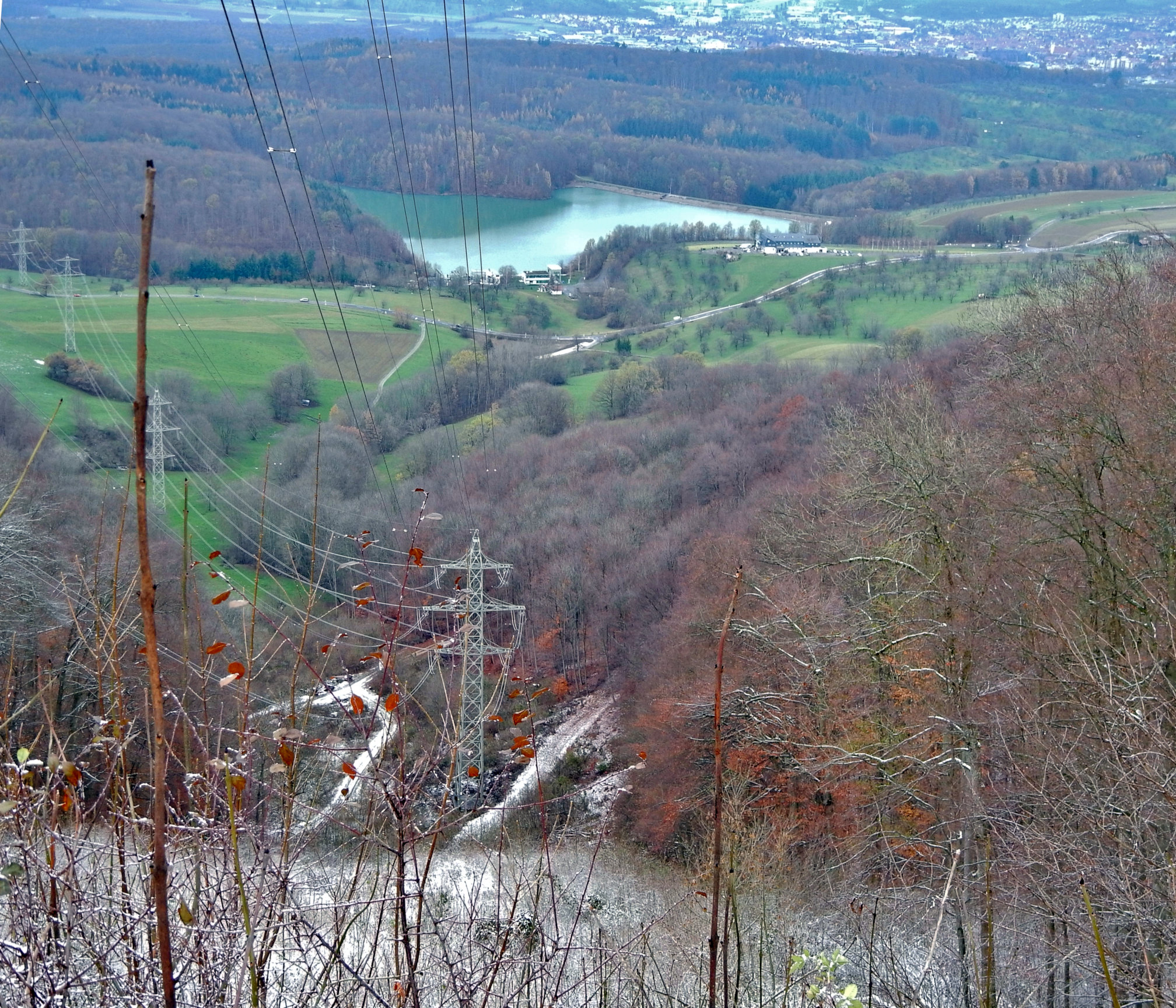
Unterbecken
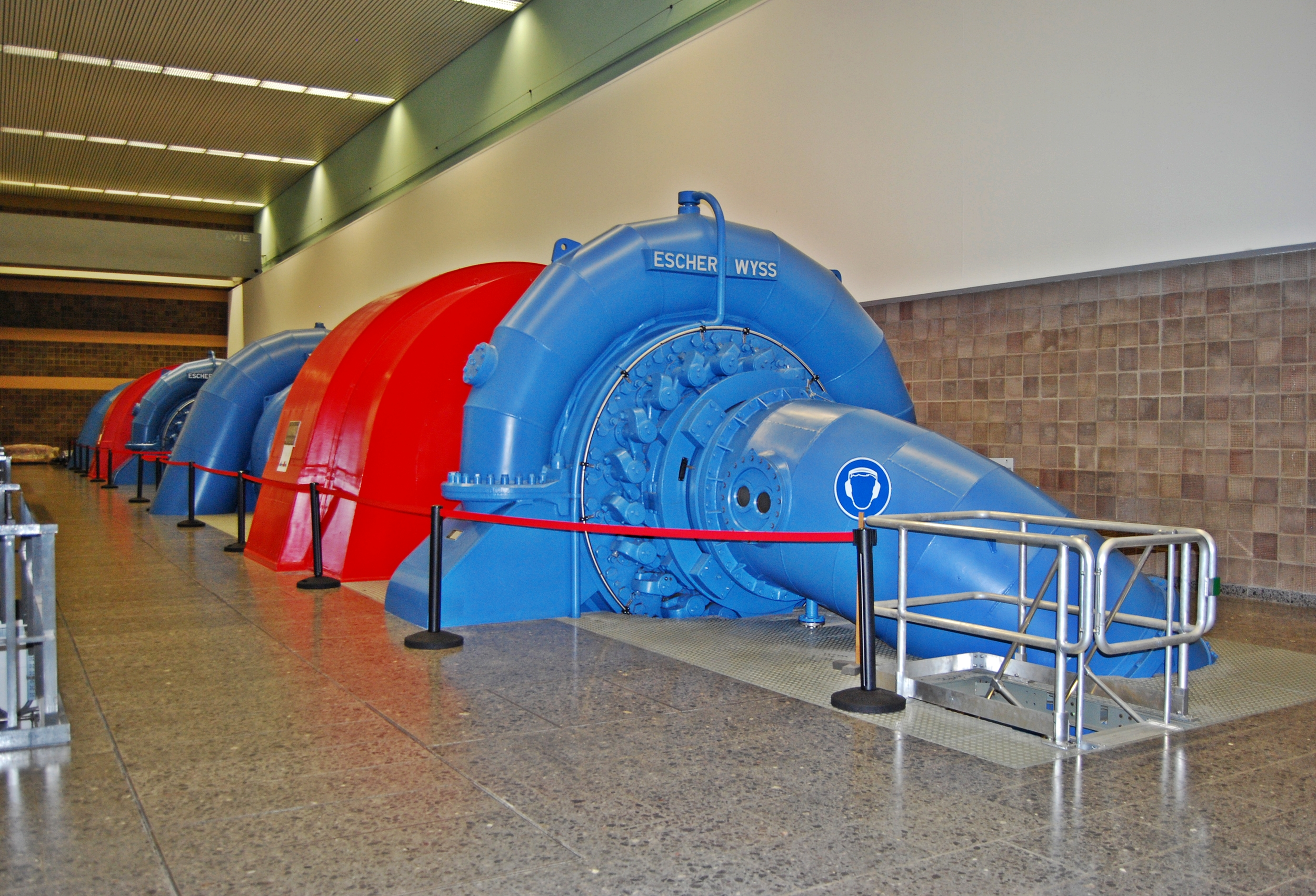
Turbinen- und Pumpenhalle der Anlage
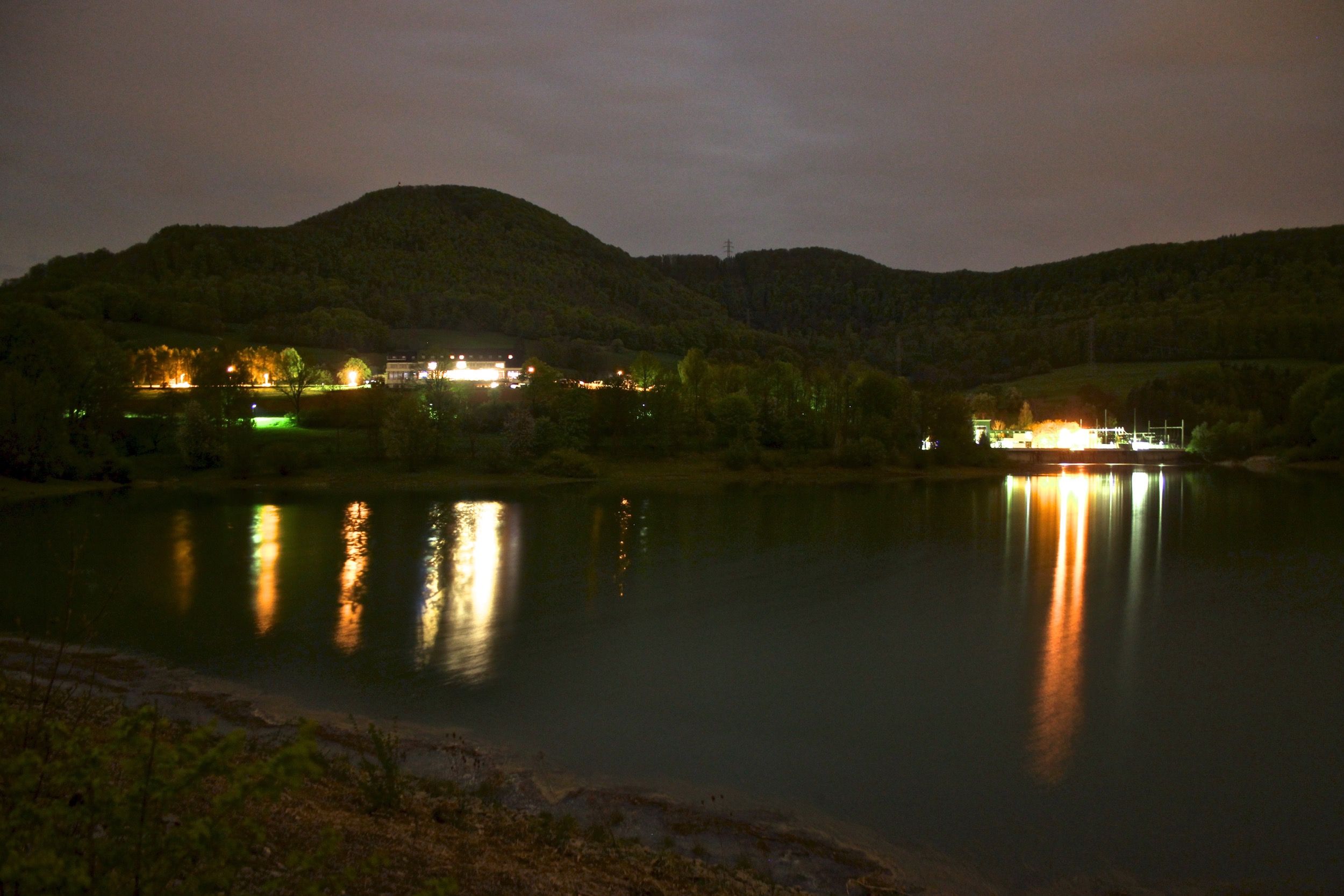
Unteres Speicherbecken bei Nacht mit Stauseehotel und Krafthaus

## Sanierung Unterbecken 2014
Im März 2014 wurde mit der Sanierung des Unterbeckens begonnen. Hierfür wurde die Talsperre vollständig entleert, ein Teil des Wassers wurde in das Oberbecken gepumpt, der Rest über den Tiefenbach abgeleitet. Ziel der Sanierung ist der Ersatz des Grundablassverschlusses durch zwei neue Verschlüsse. Die Sanierung soll voraussichtlich im Oktober 2014 abgeschlossen werden.